# Victoria Pelova
Victoria Pelova (* 3. Juni 1999 in Delft) ist eine niederländische Fußballspielerin, die von 2019 bis 2022 für Ajax Amsterdam in der Eredivisie spielte sowie seit 2018 für die niederländische Fußballnationalmannschaft der Frauen. Seit 2023 spielt sie für den Arsenal Women FC.

## Karriere

### Vereine
Pelova begann in ihrem Geburtsort bei DSV Concordia Delft mit dem Fußballspielen und wurde zur Saison 2016/17 vom niederländischen Erstligisten ADO Den Haag verpflichtet. In ihrer ersten Saison erreichte sie mit ADO den vierten Platz und erzielte dabei als zweitbeste Torschützin ihrer Mannschaft sieben Tore. In der folgenden Saison erzielte sie fünf Tore in der regulären Saison, ihre Mannschaft musste aber als Sechster in die Abstiegs-Playoffs, in denen sie aber den Abstieg als beste Mannschaft vermieden, wozu sie sechs Tore beisteuerte. Zur Saison 2019/20 wechselte sie zu Ajax Amsterdam, wo sie einen Dreijahresvertrag erhielt. In der UEFA Women’s Champions League 2020/21 scheiterte sie mit Ajax im Sechzehntelfinale an FC Bayern München, da beide Spiele verloren wurden (1:3 und 0:3).
In der Qualifikation zur UEFA Women’s Champions League 2022/23 scheiterte sie mit Ajax in der letzten Runde am Arsenal Women FC, zu dem sie im Januar 2023 wechselte. Beim 1:1 gegen Chelsea am 15. Januar 2023 saß sie erstmals auf der Bank.
Auf Grund des beim Länderspiel im Juni 2024 zugezogenen Kreuzbandrisses kam sie in der Saison 2024/25 nur zu wenigen Einsätzen ab März 2025. Beim Gewinn der UEFA Women’s Champions League 2024/25 hatte sie nur einen Kurzeinsatz im Halbfinalhinspiel gegen Olympique Lyon.

### Nationalmannschaft
Im April 2017 qualifizierte sie sich mit der U-19 für die U-19-Fußball-Europameisterschaft der Frauen 2017. Bei dieser kam sie in zwei Gruppenspielen und im mit 2:3 gegen Spanien verlorenen Halbfinale zum Einsatz, wobei sie das zwischenzeitliche 1:1 erzielte. Im Oktober 2017 und April 2018 nahm sie nochmals mit der U-19-Mannschaft an den beiden Qualifikationsrunden zur U-19-Fußball-Europameisterschaft der Frauen 2018 teil. Sie konnte sich dann zwar mit ihrer Mannschaft für die Endrunde in der Schweiz qualifizieren, nahm aber nicht daran teil. Stattdessen gehörte sie zum Kader der an der nur wenige Tage später stattgefundenen U-20-Fußball-Weltmeisterschaft der Frauen 2018 teilnahm, für die sich die Niederländerinnen als Halbfinalist der U-19-EM 2017 erstmals qualifiziert hatten. Dort kam sie in den drei Gruppenspielen und dem mit 1:2 gegen England verlorenen Viertelfinale zum Einsatz, bei dem sie ihre Mannschaft mit 1:0 in Führung gebracht hatte.
Bereits im Januar 2018 hatte sie ihren ersten Einsatz in der A-Nationalmannschaft. Beim mit 0:2 gegen Spanien verlorenen Spiel am 20. Januar wurde sie in der 81. Minute eingewechselt. Ihr zweiter Einsatz folgte ein Jahr später. Beim 2:1-Sieg in Kapstadt gegen Südafrika wurde sie zur zweiten Halbzeit eingewechselt. Beim Algarve-Cup 2019 traf sie wieder auf Spanien, wobei sie in der 58. Minute eingewechselt wurde und erneut mit 0:2 verlor.
Nach diesen drei Länderspielen wurde sie als jüngste Spielerin für den vorläufigen WM-Kader nominiert. Bei der WM kam sie aber nicht zum Einsatz.
In der Qualifikation für die EM 2022 wurde sie drei fünfmal eingewechselt. Sie wurde auch für die wegen der COVID-19-Pandemie um ein Jahr verschobenen Olympischen Spiele 2020 nominiert. In Japan wurde sie in den drei Gruppenspielen und im Viertelfinale gegen die USA eingewechselt. Bei den Siegen gegen Sambia (10:3) und China (8:2) erzielte sie jeweils ein Tor.
In den ersten sieben Spielen der Qualifikation für die WM 2023 wurde sie zweimal ein- und dreimal ausgewechselt.
Am 31. Mai wurde sie für die EM-Endrunde nominiert. Bei der EM kam sie in den drei Gruppenspielen und im Viertelfinale zum Einsatz, das in der Verlängerung gegen Frankreich verloren wurde. Im Gruppenspiel gegen die Schweiz erzielte sie das Tor zum 3:1-Zwischenstand und gab die Vorlage zum 4:1-Endstand.
Am 30. Juni 2023 wurde sie für die Endrunde nominiert, kam in jedem der fünf Spiele ihres Teams zum Einsatz und schied mit ihrer Mannschaft im Viertelfinale gegen die Spanierinnen nach Verlängerung aus.
Da erstmals das Abschneiden bei der WM für die europäischen Teams nicht entscheidend für die Qualifikation zu den Olympischen Spielen 2024 war, hatten die Niederländerinnen noch die Chance sich über die UEFA Women’s Nations League 2023/24 für die Spiele in Paris zu qualifizieren. Sie konnten sich als Gruppengegner für das Final Four Turnier qualifizieren, bei dem um zwei Olympiatickets gespielt wurde. Im Halbfinale verloren sie aber gegen Weltmeister Spanien, der sich damit erstmals für die Olympischen Spiele qualifizierte und im Spiel um Platz 3 trotz Heimrecht gegen Deutschland. Pelova kam in den sechs Gruppenspielen zum Einsatz.
Im EM-Qualifikationsspiel am 4. Juni 2024 gegen Finnland zog sie sich einen Kreuzbandriss zu. Erst im April 2025 kam sie in zwei Spielen der UEFA Women’s Nations League 2025 wieder zum Einsatz.
Sie wurde auch für die EM-Endrunde 2025 nominiert. Dort kam sie in den drei Gruppenspielen zum Einsatz, nach denen die Niederländerinnen ausschieden. Im ersten und letzten Gruppenspiel erzielte sie jeweils ein Tor und war damit beste Torschützin ihrer Mannschaft.

## Erfolge
- 2019: Zweite der Fußball-Weltmeisterschaft (ohne Einsatz)
- 2021: Eredivisie-Cup-Siegerin
- 2022: Niederländische Pokalsiegerin
- 2023, 2024: Englische Ligapokalsiegerin
- 2025: UEFA-Women’s-Champions-League-Siegerin (ohne Finaleinsatz)